# Piaski Duchowne
Piaski Duchowne – wieś w Polsce położona w województwie mazowieckim, w powiecie sochaczewskim, w gminie Brochów. 
Sołectwo Piaski Duchowne, Piaski Królewskie tworzą wsie Piaski Duchowne i Piaski Królewskie.
Miejscowość położona na wydmach, od północy oparta o starorzecze Wisły, na północ od Puszczy Kampinoskiej. Przez wieś przebiega DW575.
Osada wymieniana już w XV wieku należała do klasztoru w Czerwińsku nad Wisłą, stąd nazwa.
W latach 1975–1998 miejscowość administracyjnie należała do województwa warszawskiego.
Na terenie miejscowości znajduje się dawny cmentarz mennonitów. Zachowały się tam m.in. nagrobki rodziny Krűgerów i Ruppelów.
W miejscowości urodził się Rudolf Krzywiec, polski artysta ceramik, pedagog.